# Помаранчева альтернатива

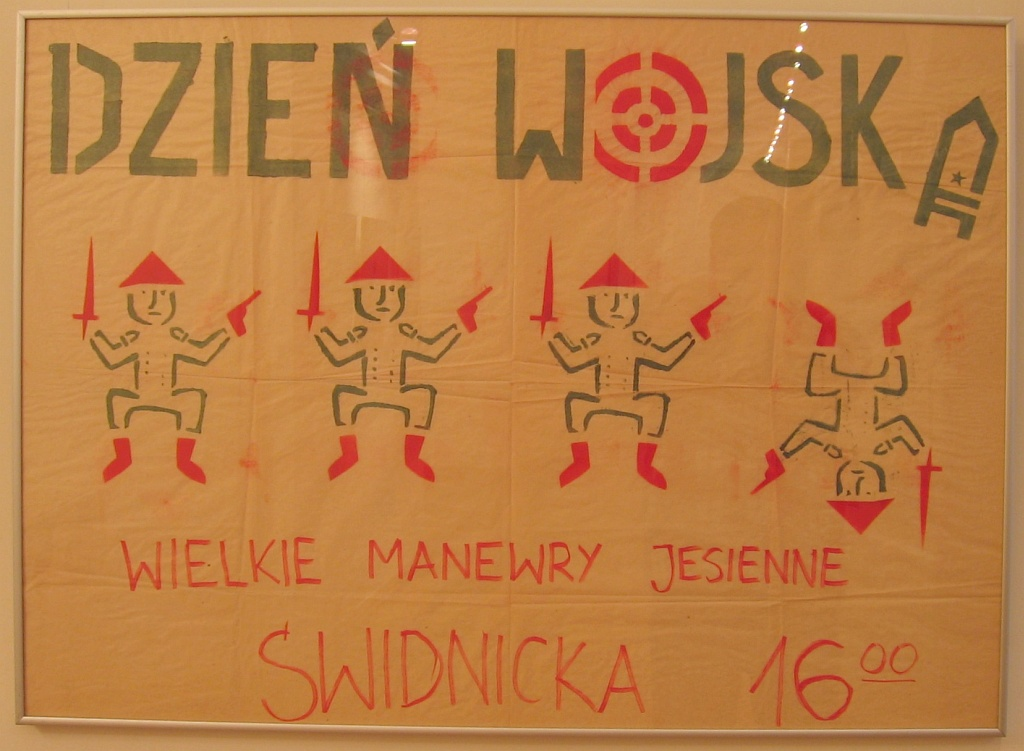
Плакат Помаранчевої альтернативи. 12.10.1988

Помара́нчева альтернати́ва (пол. Pomarańczowa Alternatywa) — легендарний антикомуністичний рух політичний 80-років у Польщі, який виник під час правління генерала Войцеха Ярузельського. Рух був започаткований Вольдемаром Фидрихом (відомим пізніше як Майор Фидрих) у Вроцлаві в середовищі опозиції у 1983 році. Рух також набув активності у Лодзі та Варшаві.
Основна мета руху була в тому, щоб протестувати проти влади використовуючи елементи безглуздого й дурного. Роблячи це, учасники Помаранчевої Альтернативи не могли бути арештовані міліцією як опозиція комуністичному режимові.
Відбувався у формі акцій та гепенінгів, які висміювали комуністичну систему, цензуру і владу.
Символом Помаранчевої Альтернативи став гном у червоному капелюсі. Цього гнома малювали на стінах у тих місцях, де влада в період воєнного стану зафарбовувала антиурядові написи на стінах, щоб ще більше привертати увагу до того, що намагалася приховати влада. Також учасники руху малювали різні безглузді написи на стінах. 
Перший гепенінг з «живими» гномами у помаранчевих капелюшках було влаштовано після аварії на Чорнобильській АЕС. Спочатку на вулиці роздавались листівки, в котрих було написано, що «в центрі міста з'явилися гномики, а виросли вони тому, що їли чорнобильські гриби. Мешканці міста повинні їх привітати.» Містяни прийшли привітати, але також прийшла міліція і всіх гномів арештували.
Під час відзначення 70-тої річниці російської Жовтневої революції у Вроцлаві 2 тис. осіб, одягнених у все червоне, кричали «Хай живе революція». Їх намагались арештувати, і начальник міліції кричав у мегафон «Хапайте червоних».
За словами Майора Фидриха, що чим більше «людей одягали ці капелюшки, і щоразу більше міліції з'являлося, і вся ця ситуація дуже комічно виглядала. Це спричинило врешті-решт до того, що люди перестали боятися міліції, і той шок воєнного стану минувся».

## Зовнішні посиланн
Вікісховище має мультимедійні дані за темою: Помаранчева альтернатива
- Дмитро Десятерик. Гном без гальм. «День», №223, 2005